# Эрдекан (Фарс)
Эрдека́н, или Ардака́н, или Эрдека́н-э-Фарс (перс. اردکان‎) — город на юге Ирана, в провинции Фарс. Административный центр шахрестана  Сепидан.

## География
Город находится в северо-западной части Фарса, в высокогорной долине юго-восточного Загроса, на высоте 2 436 метров над уровнем моря.
Эрдекан расположен на расстоянии приблизительно 85 километров к северо-западу от Шираза, административного центра провинции и на расстоянии 600 километров к югу от Тегерана, столицы страны.

## Население
По данным переписи, на 2006 год население составляло 16 212 человек; в национальном составе преобладают персы и кашкайцы.